# Petersberg (klasztor)
Petersberg (w średniowieczu znany także jako Lauterberg) – dawny klasztor kanoników regularnych z kościołem św. Piotra znajdujący się w pobliżu miejscowości Petersberg na wzgórzu noszącym tę samą nazwę, założony przez pierwszych Wettynów w XII w. i stanowiący ich nekropolię; obecnie w granicach Niemiec, w kraju związkowym Saksonia-Anhalt, zamieszkały przez członków ewangelickiego zakonu Communität Christusbruderschaft Selbitz.

## Historia
Wyniosłe wzniesienie w pobliżu miasta Halle nad rzeką Soławą, któremu dopiero w XIV w. nadano nazwę Petersberg od wezwania kościoła klasztornego, było we wczesnym średniowieczu zapewne ośrodkiem kultu pogańskiego. Przed 1000 r. wzniesiono na nim kościół w kształcie rotundy z półkolistą apsydą, którego fragment zachował się na północ od dzisiejszego kościoła. 
W 1124 r. jeden z pierwszych członków dynastii Wettynów, hrabia Wettinu Dedo IV zapoczątkował tu fundację klasztoru kanoników regularnych, początkowo nazywanego Lauterberg – budowę założenia kontynuował jego młodszy brat Konrad Wielki, margrabia Miśni i margrabia Łużyc. Konrad w 1127 r. uzyskał przejęcie klasztoru pod bezpośrednią zwierzchność papieską. Centrum klasztoru stanowił romański kościół św. Piotra, poświęcony w 1146 r. i rozbudowany w 1184 r.. Kościół był zbudowany w formie trójnawowej bazyliki z dużym prezbiterium i wieżą od zachodu. 

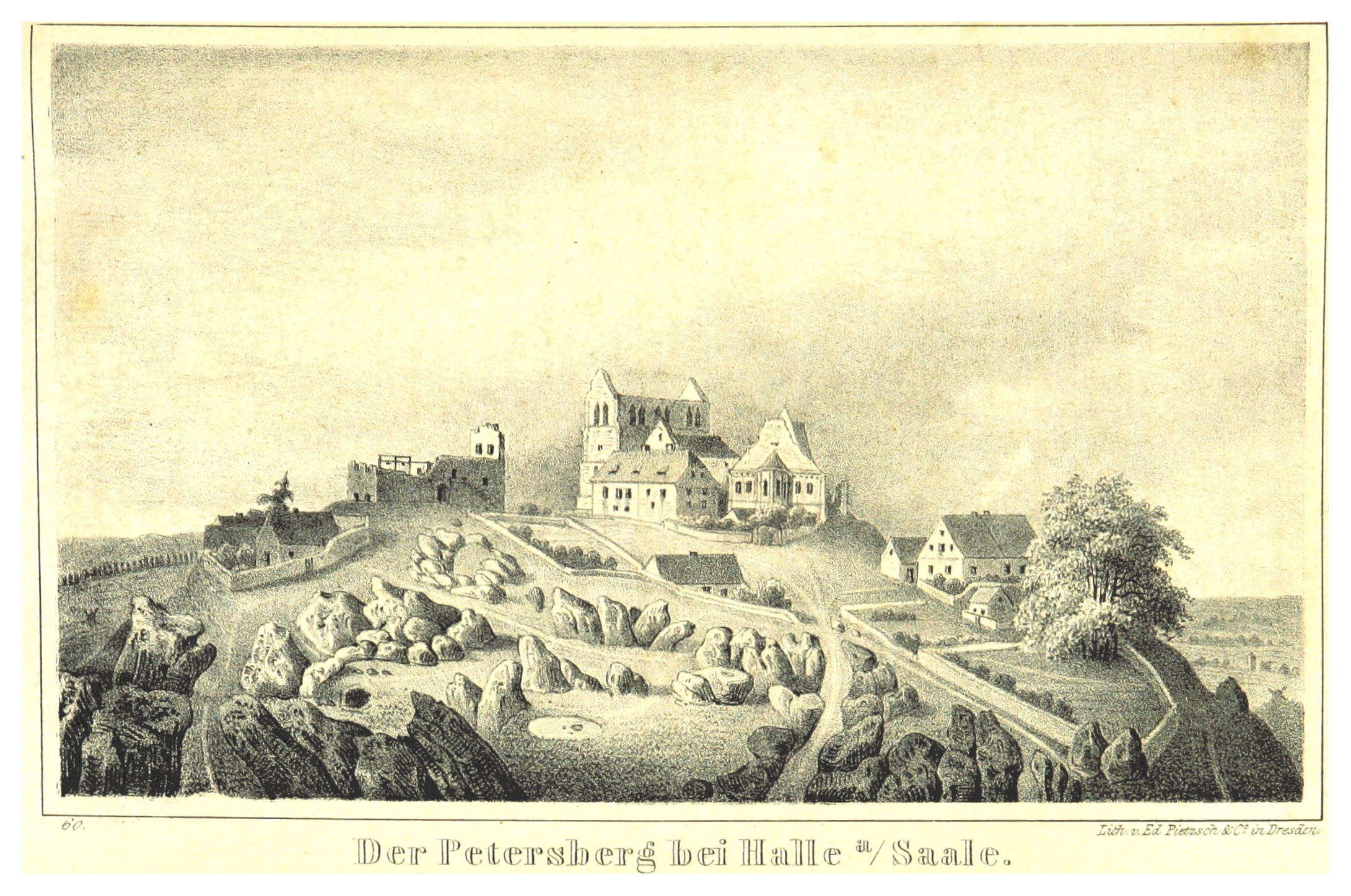
Ruiny klasztoru w I połowie XIX w.

W 1538/1540 r. w wyniku reformacji tutejsze zgromadzenie zakonne zostało zlikwidowane, a dobra klasztorne sekularyzowane, a w 1565 r. zabudowania zniszczył pożar. W XVIII w., w epoce romantyzmu pojawiło się zainteresowanie ruinami klasztoru, przejawiał je m.in. Johann Wolfgang von Goethe. Kościół w formie bardzo zbliżonej do pierwowzoru romańskiej bazyliki został zrekonstruowany w latach 1853–1857, z wykorzystaniem istniejących wówczas ruin. W kościele znajduje się pochodząca z XIV w. płyta nagrobna Konrada Wielkiego, na której jest on przedstawiony z modelem świątyni w ręce.

## Współczesność
W 1999 r. przy kościele zamieszkali członkowie ewangelickiego zakonu Communität Christusbruderschaft Selbitz. Kościół pełni też funkcje parafialne dla miejscowości Petersberg.